# La Henriade
La Henriade est une épopée en dix chants de Voltaire, qui fut écrite en l’honneur du roi de France Henri IV, et qui plaide pour la tolérance. 
Le sujet en est le siège de Paris, commencé par Henri III de France et achevé par son beau-frère et successeur Henri III de Navarre, futur Henri IV. Le lieu de l'action se situe à Paris et à Ivry, où eut lieu la fameuse bataille qui décida du sort de la France et de la maison royale. Les principaux événements historiques sont rapportés fidèlement, tandis que certains détails ont été soit omis, soit arrangés tout en gardant une certaine vraisemblance. 
La Henriade est composée de deux parties. La première mélange des événements réels et des fictions puisées dans le système du merveilleux. Par exemple la prédiction de la conversion d’Henri IV, la protection accordée par le roi saint Louis IX de France, ancêtre non seulement de la branche des Valois à laquelle appartenait Henri III mais aussi de celle des Bourbons  dont descendront Henri IV, Louis XV et le Régent. La deuxième, mettant en scène le voyage de la Discorde à Rome, la Politique, le Fanatisme personnifiés, le temple de l’amour, enfin les passions et les vices, est purement allégorique.

## Genèse
Voltaire nous apprend lui-même qu’il commença la Henriade au château de Saint-Ange, chez l’intendant des finances Caumartin, après avoir écrit Œdipe et avant que cette pièce fût jouée. Or Œdipe, achevée dès 1713, ne parut sur la scène qu’en 1718. C’est donc dans cet intervalle de cinq ans que fut conçue la Henriade. La préface d’une édition de 1730 assigne même une date positive à la composition de plusieurs chants, et entre autres du deuxième, écrits sous les verrous de la Bastille, lorsque Voltaire y fut détenu en 1717.
L'œuvre aurait été écrite entre autres au cours de séjours au château d'Ussé et au château de la Rivière-Bourdet.
En 1722, Voltaire voulant d’abord faire imprimer son poème en Hollande. Un libraire de La Haye, Charles Le Viers, inséra un projet de souscription dans la Gazette de Hollande portant sur une édition d’Henri IV, ou la Ligue, poème héroïque qui devait former un volume in-quarto sur grand papier royal et être ornée de 12 gravures faites sous les yeux de l’auteur. 
Un poème à la gloire d’Henri IV, reprenant notamment l'épisode du panache blanc, ne pouvait, semble-t-il, n’être plus convenablement dédié qu’au roi de France. Aussi Voltaire se proposait-il d’offrir au jeune Louis XV la dédicace de son œuvre. La rédaction de son épître était même presque achevée, lorsque le plus inconcevable refus vint déranger ses projets : la dédicace ayant été refusée au nom du roi par le régent. La censure qui avait, de plus, remarqué dans le poème plus d’un endroit contenant des propositions mal sonnantes et sentant l’hérésie, exigeait des suppressions auxquelles, apparemment, l’auteur ne crut pouvoir consentir. Il dut alors songer à faire paraître hors de France un poème qu’il ne pouvait espérer faire publier avec l’assentiment de l’autorité.
Voltaire apprenant que son poème ne serait pas édité en France et avec privilège, le marché avec Le Viers fut rompu et les souscripteurs remboursés. Il décida alors de le faire imprimer secrètement à Rouen par Viret. Il s’agit de l’édition qui fut publiée en 1723 sous le titre la Ligue ou Henry le grand, poème épique à Genève (Rouen), chez Mokpap (Viret), in-8° de VIII et 231 pages. Ce poème n’a que 9 chants et a quelques lacunes, remplies par des points ou des étoiles. Il en existe une contrefaçon, portant la même adresse et la même date, c’est un in-octavo de VIII et 216 pages.

## L’édition de 1728
Cinq ans plus tard, Voltaire, se trouvant en Angleterre, essuya une terrible banqueroute. Lorsqu’il l’apprit, le roi Louis XV, devenu majeur et père de famille, lui fit envoyer deux mille écus et tout Londres se pressa pour faire imprimer, par souscription, une édition de la Henriade, ce qui fut fait et rendit par la générosité de la nation anglaise sa fortune à l’auteur ce qui explique entre autres son anglomanie. Puisque Louis XV avait refusé la dédicace, Voltaire, vu les circonstances, en fit alors l’honneur à la reine Élisabeth Ire.
L’édition de Londres, 1728, in-quarto de 3 ff., 5 ff. (liste des souscripteurs) et 202 p. est la première portant le titre de Henriade, qui soit complète, c’est-à-dire en dix chants, et qui fut faite entièrement sous les yeux de l’auteur.

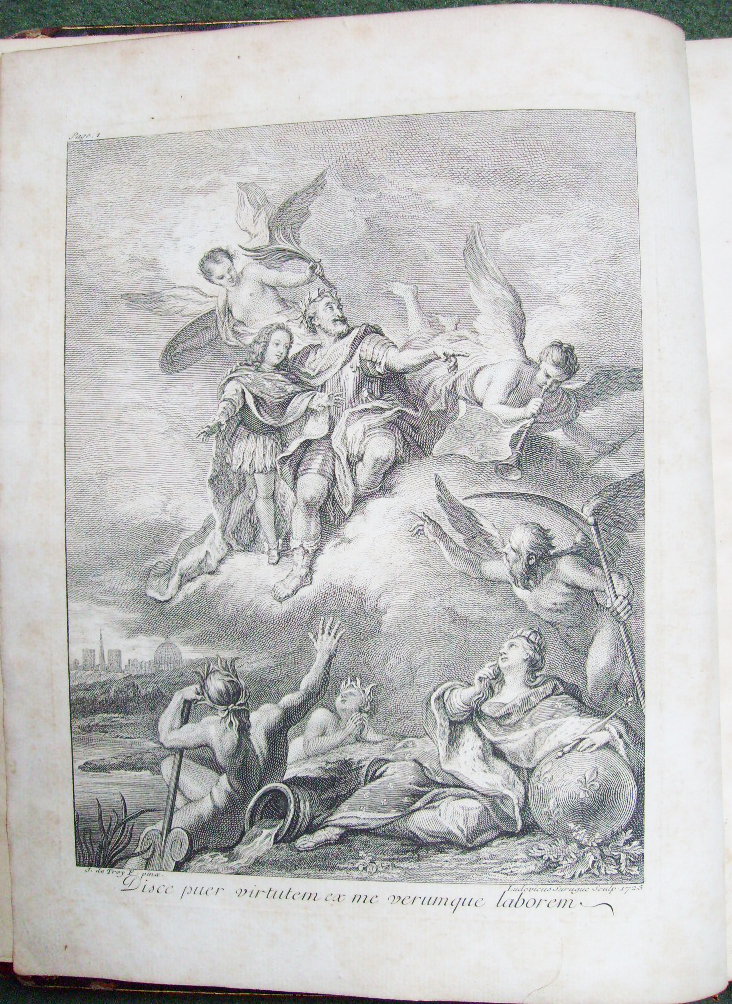
Frontispice
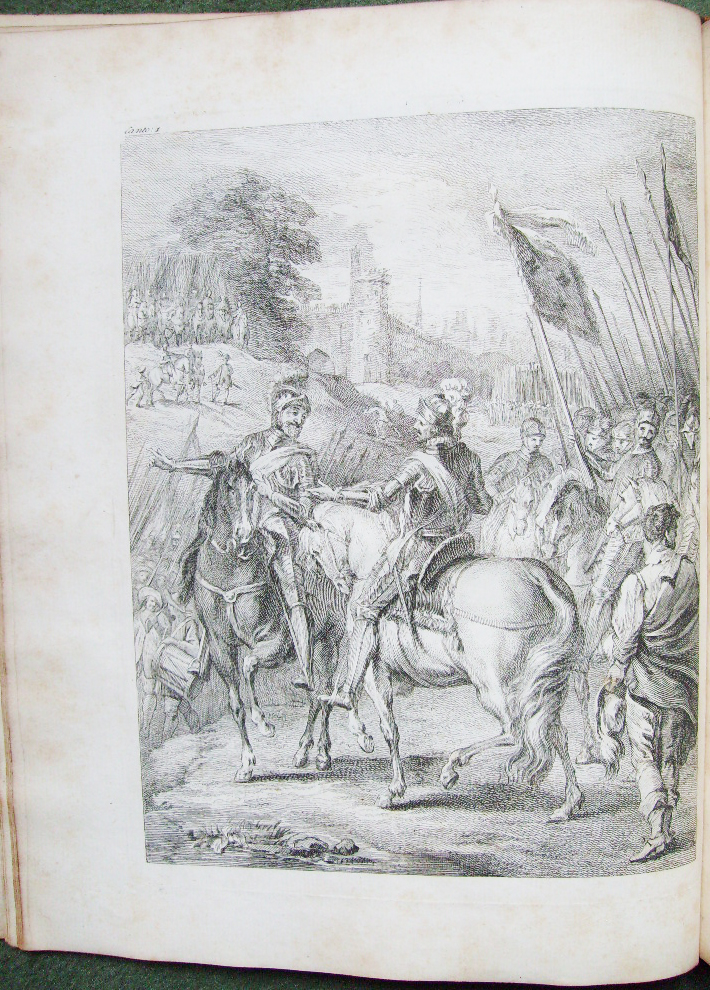
Chant Ier
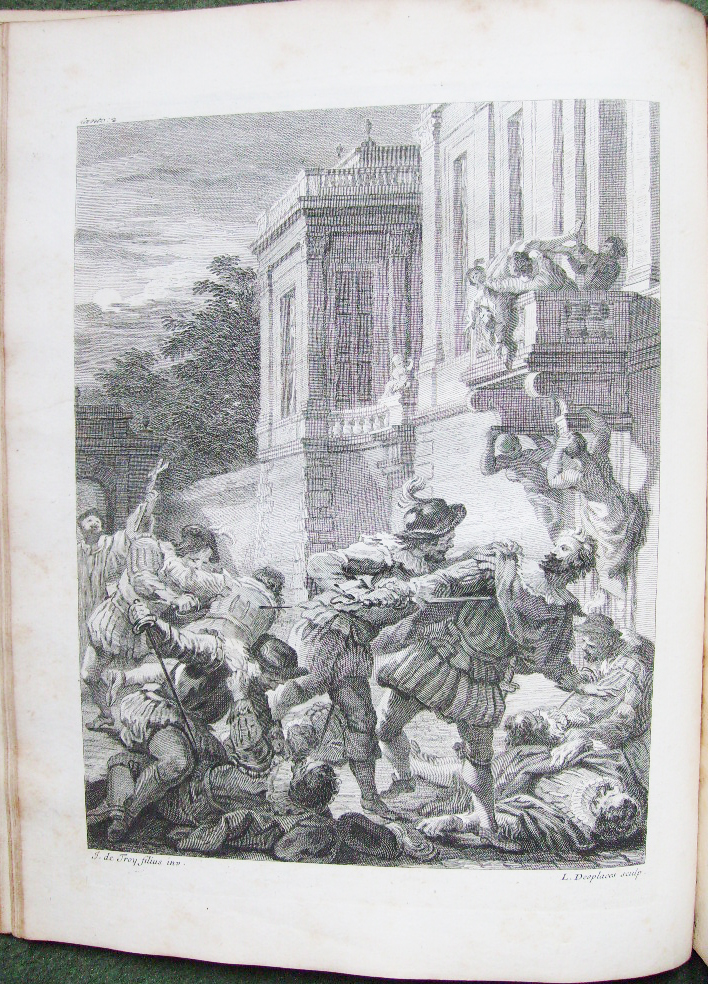
Chant IIe
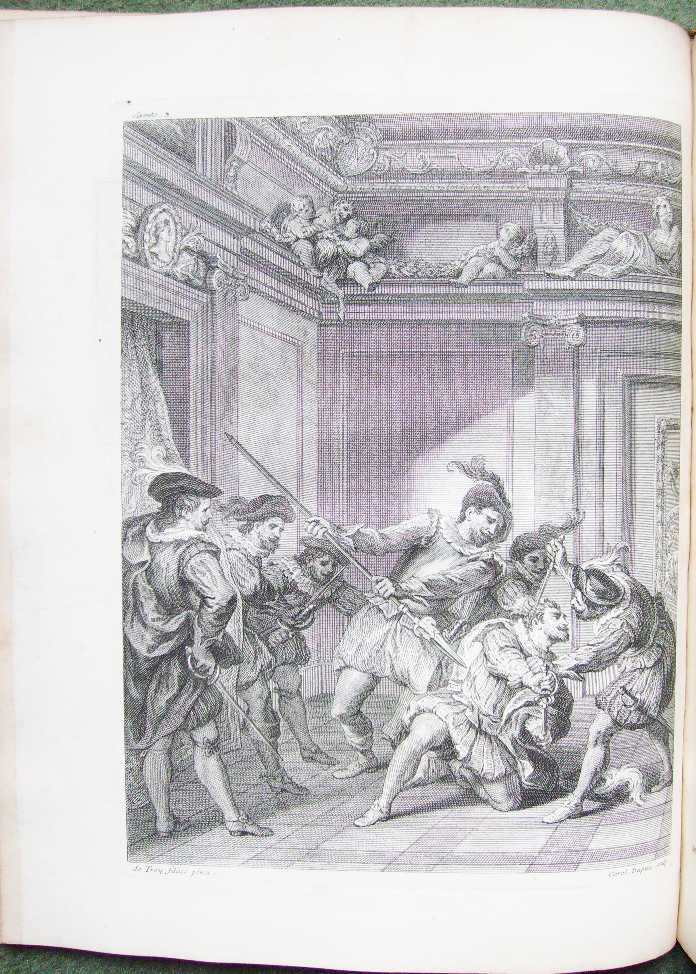
Chant IIIe
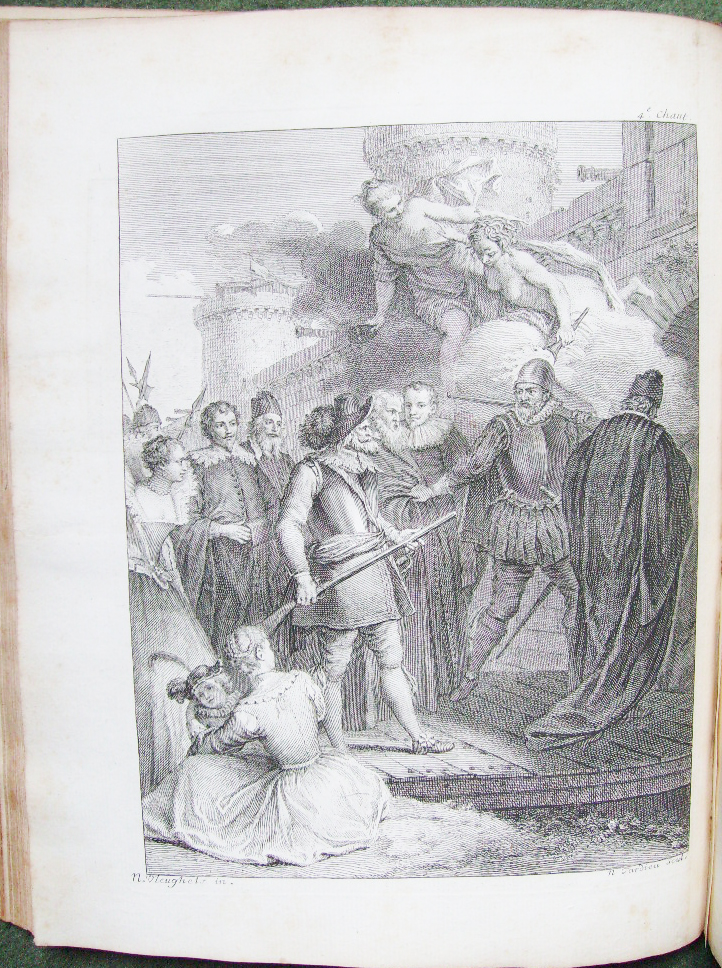
Chant IVe
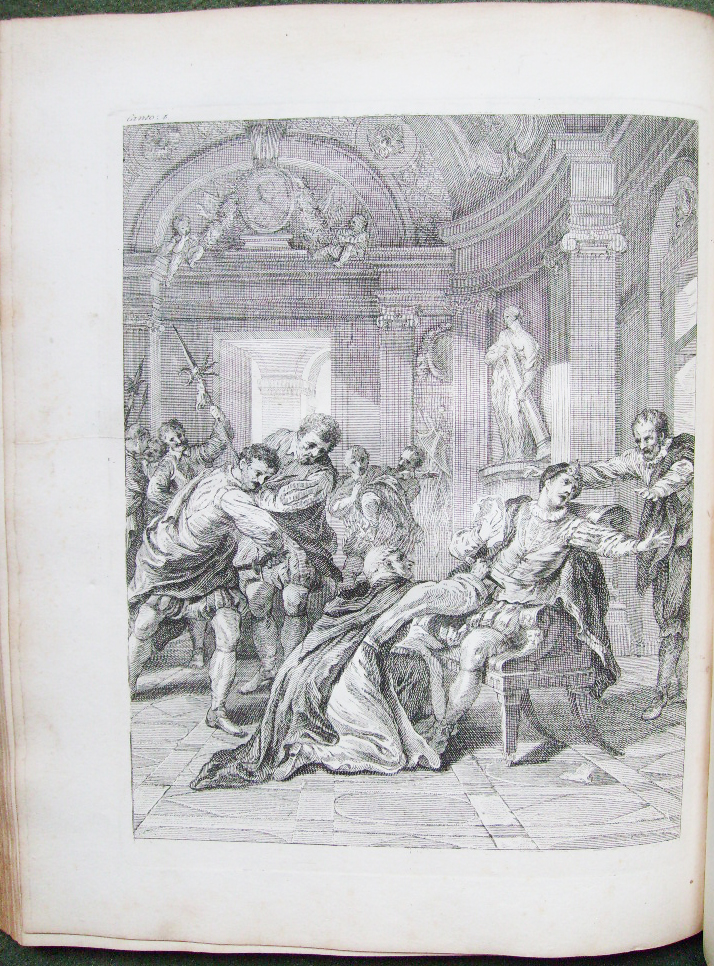
Chant Ve
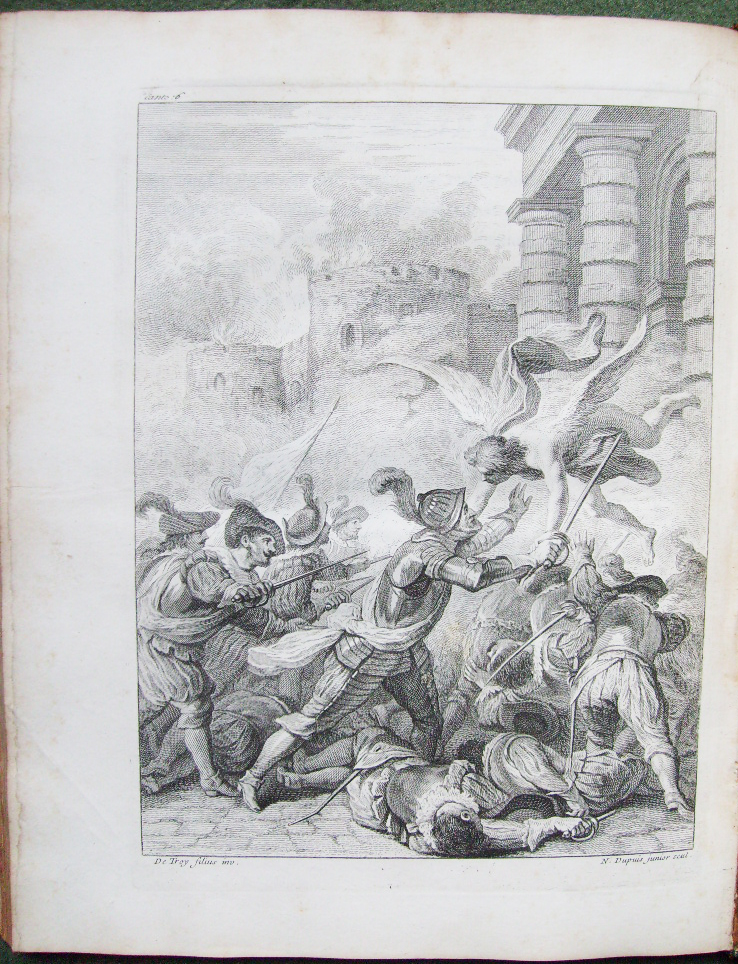
Chant VIe
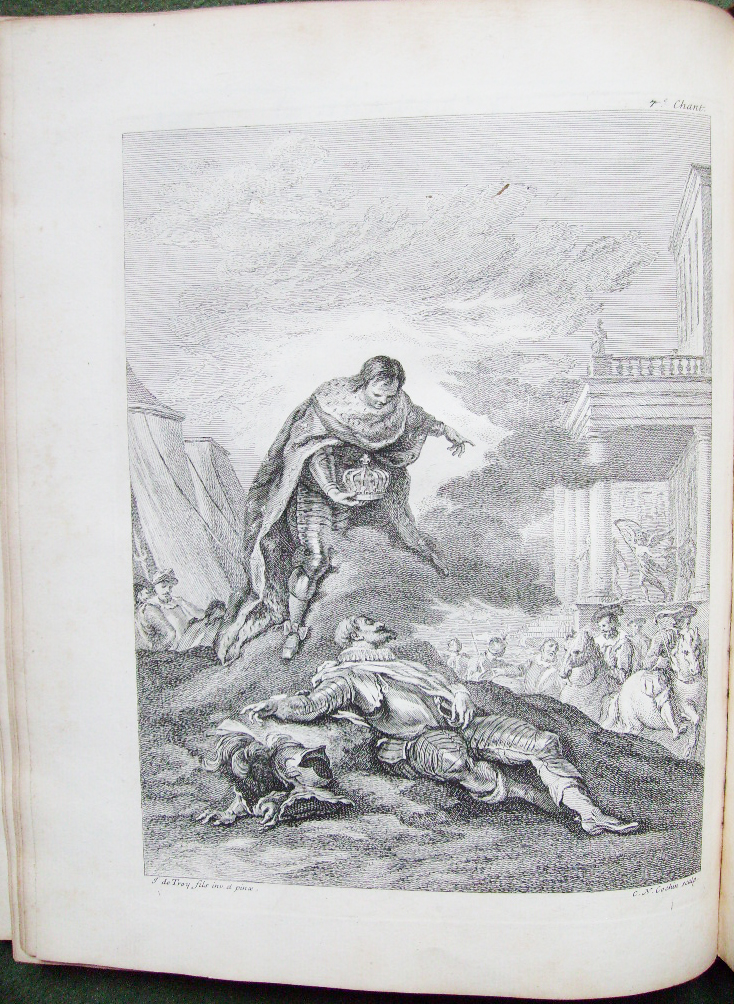
Chant VIIe
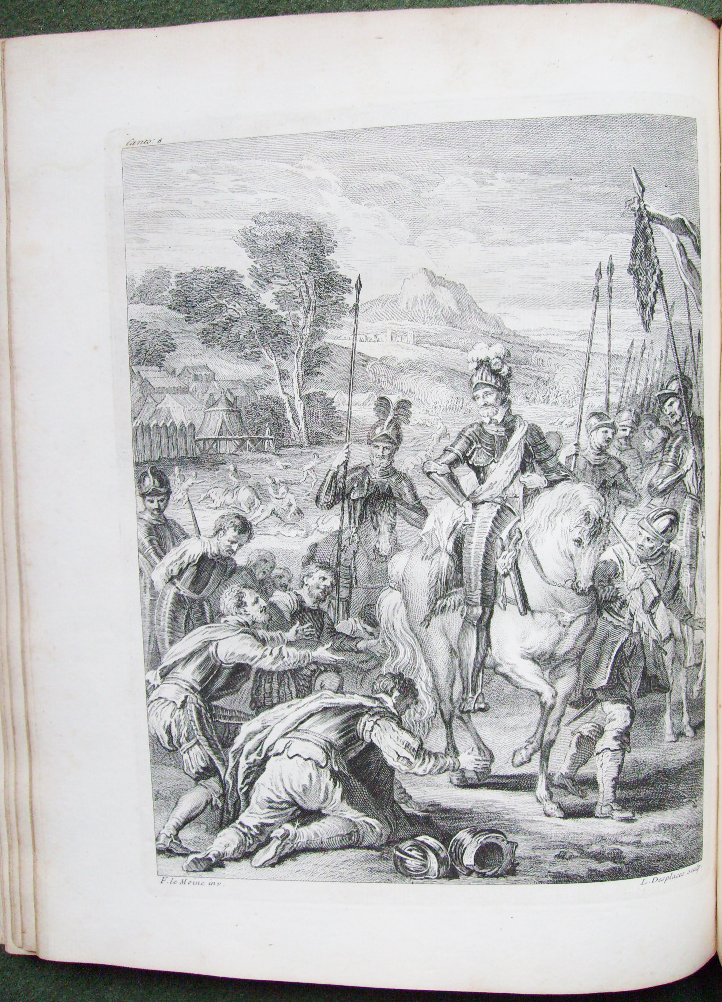
Chant VIIIe
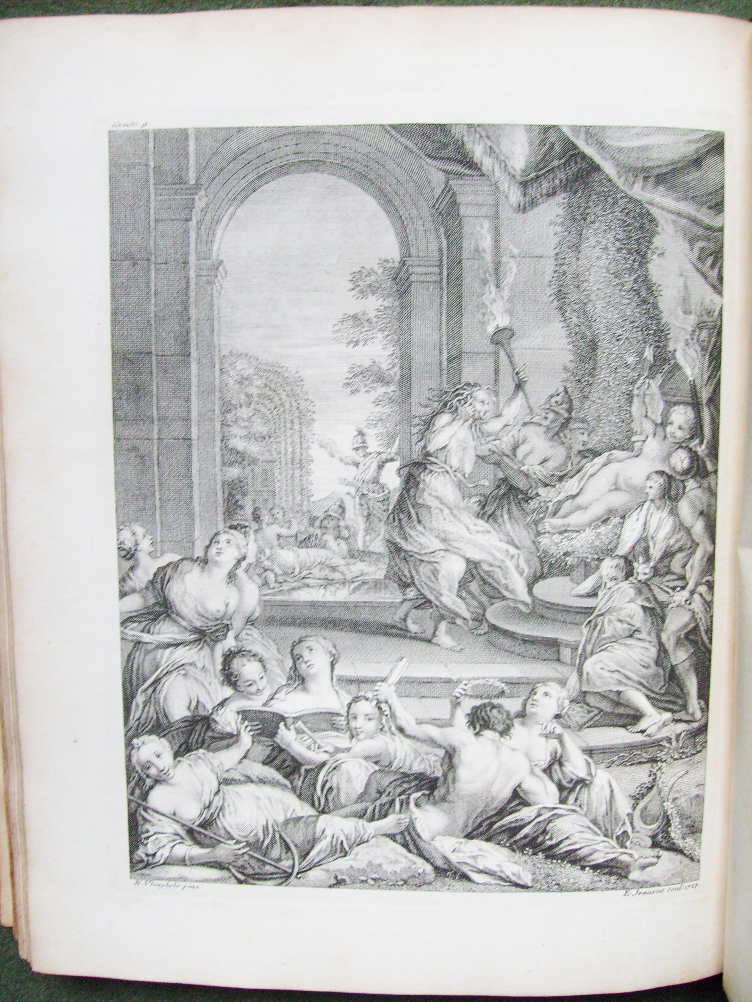
Chant IXe
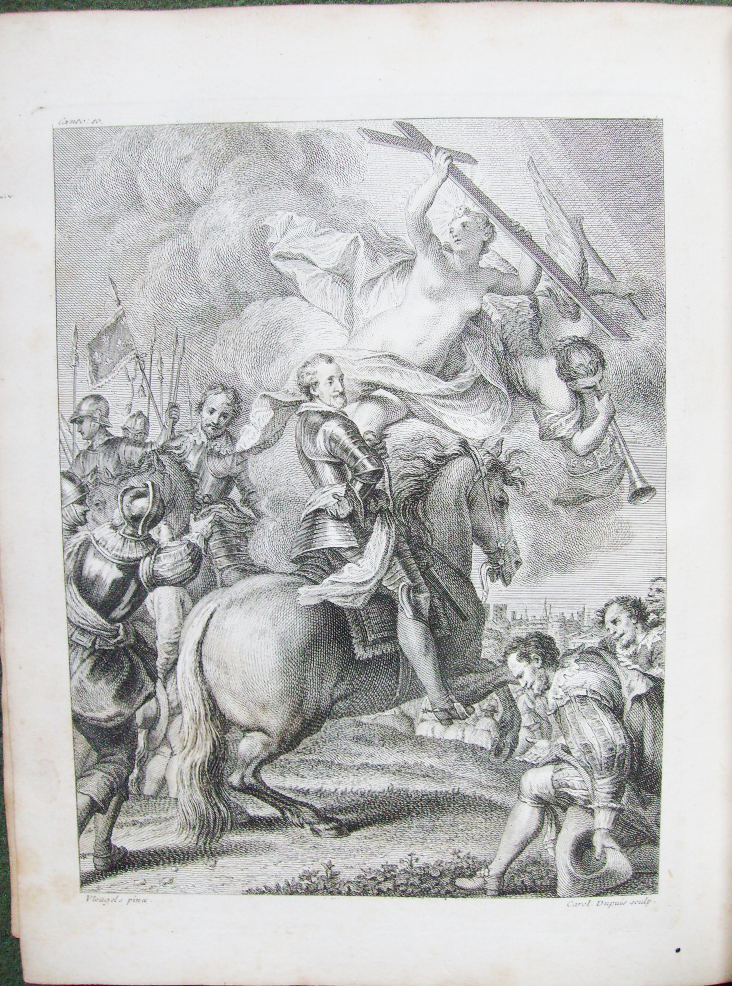
Chant Xe

L’illustration de cette édition sera reprise (la plupart du temps en réduction) pour la majorité des multiples éditions postérieures.

## Illustrations pour L’édition de Kehl in-4

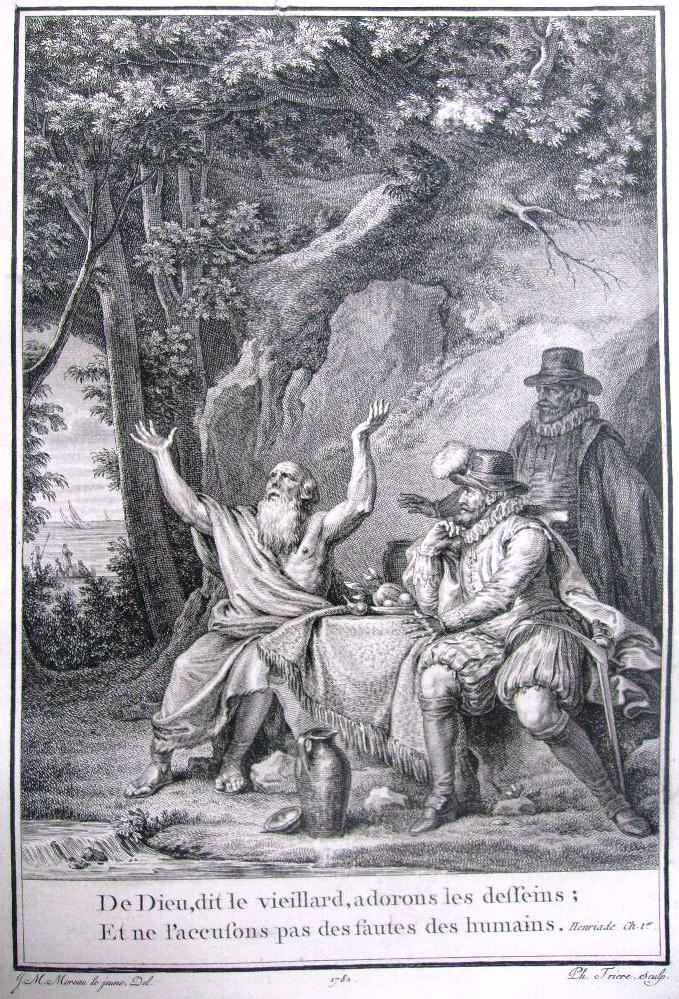
Chant Ier : De Dieu, dit le vieillard, adorons les desseins, Et ne l’accusons pas des fautes des humains.
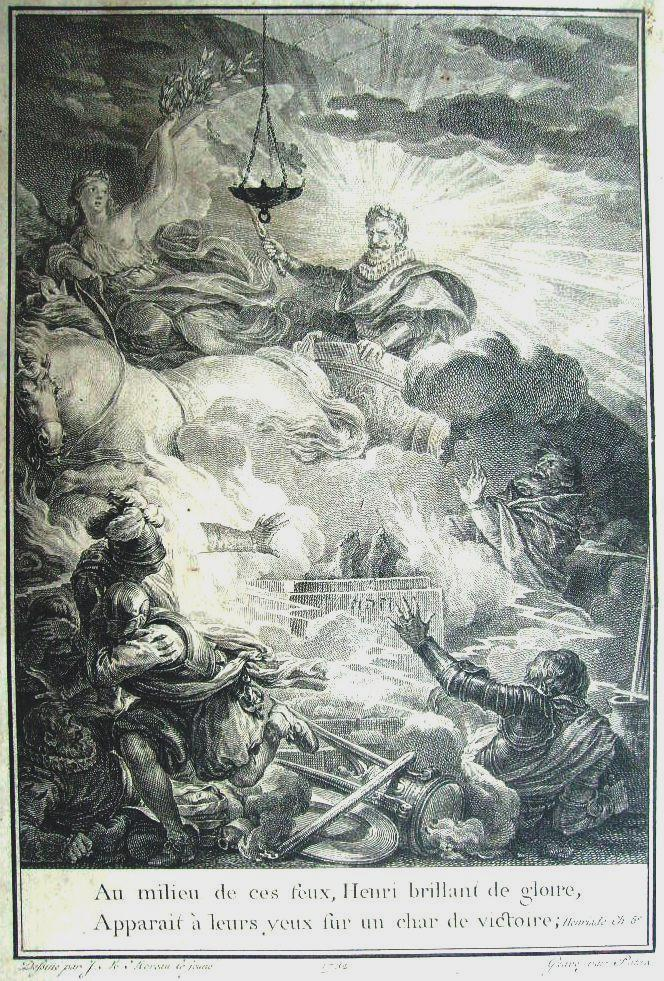
Chant Ve : Au milieu de ces feux, Henri brillant de gloire, Apparaît à leurs yeux sur un char de victoire.

Dessinées par Jean-Michel Moreau, gravées par Trière, Patas…

## Additions au poème
La Henriade fit l’objet d’un grand nombre d’additions au fil de nombreuses réimpressions successives, sous forme de notes et remarques, de préfaces, de lettres ou bien encore de critiques. Celles-ci furent en partie rédigées par Voltaire lui-même mais aussi par bien d’autres tels que Faget, Linant, Gandouin, Lenglet Dufresnoy, Marmontel, Frédéric Le Grand, La Beaumelle ou encore Bidaut.
Woodman & Lyon dans leur édition de 1728, ajoutent les Pensées sur la Henriade écrite par un certain Faget, pièce qui sera reproduite par Gosse & Neaulme, toujours la même année, sous le titre de Critique de la Henriade. En 1730, paraissent pour la première fois, L’Histoire abrégée des évènements, etc. et L’idée de la Henriade, Voltaire ajoute par ailleurs à cette édition, un grand nombre de notes. En 1733, L’essai sur la poésie épique est imprimé à la suite de La Henriade, ce n’est plus alors la traduction de l’abbé Desfontaines que Voltaire avait été obligé de corriger mais un nouvel ouvrage « retravaillé en français et considérablement augmenté par l’auteur même de La Henriade ».
Linant, dans son édition de 1737, ajoute une préface de sa main et y joint une Lettre d’Antonio Cocchi, lecteur de Pise, à M. Rinuccini, secrétaire d’État de Florence, traduite par le baron Elderchen, chambellan du roi de Suède. En 1741, Gaudouin ajoute à son édition, les variantes, recueillies par l’abbé Lenglet Dufresnoy (auxquelles il adjoindra ses observations), dans les éditions antérieures du poème (surtout dans celles de 1723 et de 1737) avec pour but de les joindre à l’édition in-4° de 1728.

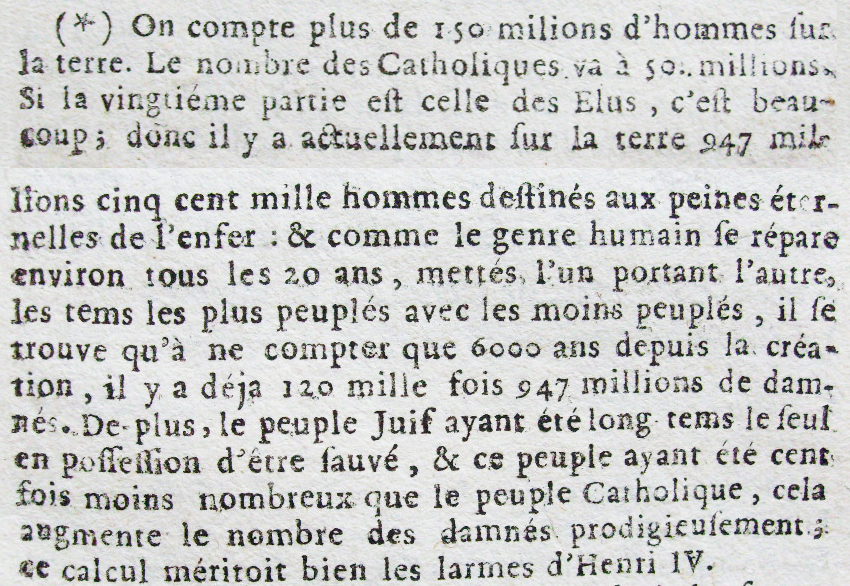
La note des damnés (Londres, Nourse, 1746).

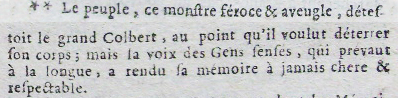
La note sur Colbert (Londres, Nourse, 1746).

En 1746, l’édition de Prault, fait l’objet d’une nouvelle préface écrite par Marmontel. C’est cette préface qui sera reproduite dans la majorité des éditions suivantes. On trouve dans cette édition, la note qu’on appelle « la note des damnés » parce qu’elle contient un calcul sur le nombre des hommes destinés aux peines éternelles de l’enfer. On la surnommera, de ce fait, « La Henriade des damnés ». Cette note ne sera plus réimprimée et se retrouve uniquement avec la note sur Colbert dans le premier tome des Œuvres de Monsieur de Voltaire, Londres (Trévoux), Jean Nourse, 1746. La nouvelle préface préparée pour cette édition est intéressante notamment en ce qu’elle nous apprend sur l’édification de l’édition in-4° de 1728, elle renferme aussi dans quelques notes, la réfutation de certaines remarques de Lenglet Dufresnoy. 
En 1756, parait un Avant-propos de Frédéric Le Grand (dont Marmontel dans sa préface avait auparavant inséré un fragment) qui était jadis destiné à une édition que le roi de Prusse devait donner mais qui ne parut jamais. En outre, Voltaire dans cette édition remania le chant V. La Beaumelle en 1769 et à nouveau dans l'édition définitive de son Commentaire sur la Henriade publié après sa mort par Fréron (1775), émet de nombreuses critiques tant stylistiques qu'historiques. Charles-François Bidault de Montigny y répond en 1780 dans La Henriade avec la réponse de M. B. à chacune des principales objections du commentaire de La Beaumelle.
Dans l’édition de la Henriade, de 1770, on lit, en tête, une lettre adressée par Voltaire à Eisen, où il s’exprime en ces termes. « Je commence à croire, Monsieur, que la Henriade passera a la postérité voyant les estampes dont vous l’embellissez. L’idée et l’exécution doivent vous faire également honneur. Je suis sûr que l’édition où elles se trouveront sera la plus recherchée, … »

## Parodies
La Henriade suscita des parodies. Taylor mentionne un ouvrage de Fougeret de Montbron. Fréron assure que Voltaire « avait ri en lisant (la) parodie » écrite par un poète arvernophone riomois (Auvergne), Amable Faucon.

## Anecdote
De Bure, dans son édition de 1836 nous apprend que la Henriade qui fut publiée en 1785 en 2 vol. in-8° par l’imprimerie de la Société littéraire typographique sous le titre de la Henriade, poème, suivie de notes et de variantes, trente exemplaires de cette édition ont été tirés sur vélin et que l’un d’eux a été placé, en 1818, dans le ventre du cheval de la statue équestre d'Henri IV, rétablie cette même année sur le terre-plein du Pont Neuf.

## Édition moderne
- La Henriade, O. R. Taylor, Éd., Genève, Inst. & Musée Voltaire, 1965.
- La Henriade, Œuvres complètes de Voltaire, édition de O. R. Taylor, Voltaire Foundation, University of Oxford, tome 2 (1970).  (ISBN 978-0-7294-0220-0)